# NGC 7421
NGC 7421 este o galaxie situată în constelația Cocorul. A fost descoperită în 1834 de către John Herschel. Se află la o distanță de 24 de megaparseci de Pământ.